# Kim Novak
Kim Novak (Marilyn Pauline Novak) (Chicago, Illinois, 1933. február 13. –) Golden Globe-díjas amerikai filmszínésznő.

## Élete
Szülei cseh származású tanárok voltak. Marilyn születésekor apja vasúti tisztviselőként, anyja egy gyárban dolgozott. Tanárai szerint elég nehezen kezelhető lány volt, viszont tehetsége, rajzkészsége hamar megmutatkozott. Ösztöndíjjal a chicagói művészeti iskolában volt középiskolás. Az iskola mellett különböző munkákat vállalt. Volt modell, de például egy hűtőgépgyár háziasszonya is.
Húszévesen Los Angelesben beállt statisztálni. Felfedezte egy filmes ügynökség, és 1954-ben a Columbia Pictures leszerződtette. Rita Hayworth helyére szánták, akivel jogvitájuk volt.
Platinaszőkére festették. A Columbia első számú erotikus sugárzású figuráját csinálták belőle. Első jelentős szerepét 1955-ben Otto Preminger Az aranykezű férfi című filmjében játszotta. Frank Sinatra volt a partnere. A Fickós Joey című zenés filmben Sinatra és Rita Hayworth mellett alakított nagyszerűen.
1958-ban vele készítette Alfred Hitchcock a Szédülést. A hatvanas években szinte folyamatosan vásznon volt. Később visszautasította például az Álom luxuskivitelben főszerepét, amiben így Audrey Hepburn ragyogott. Utolsó filmje az 1991-es Szédítő végzet nagyot bukott.
Állatorvos férjével Oregonba vonultak vissza. Az Empire magazin a filmtörténet száz legszexisebb sztárja közé választotta.

## Filmjei

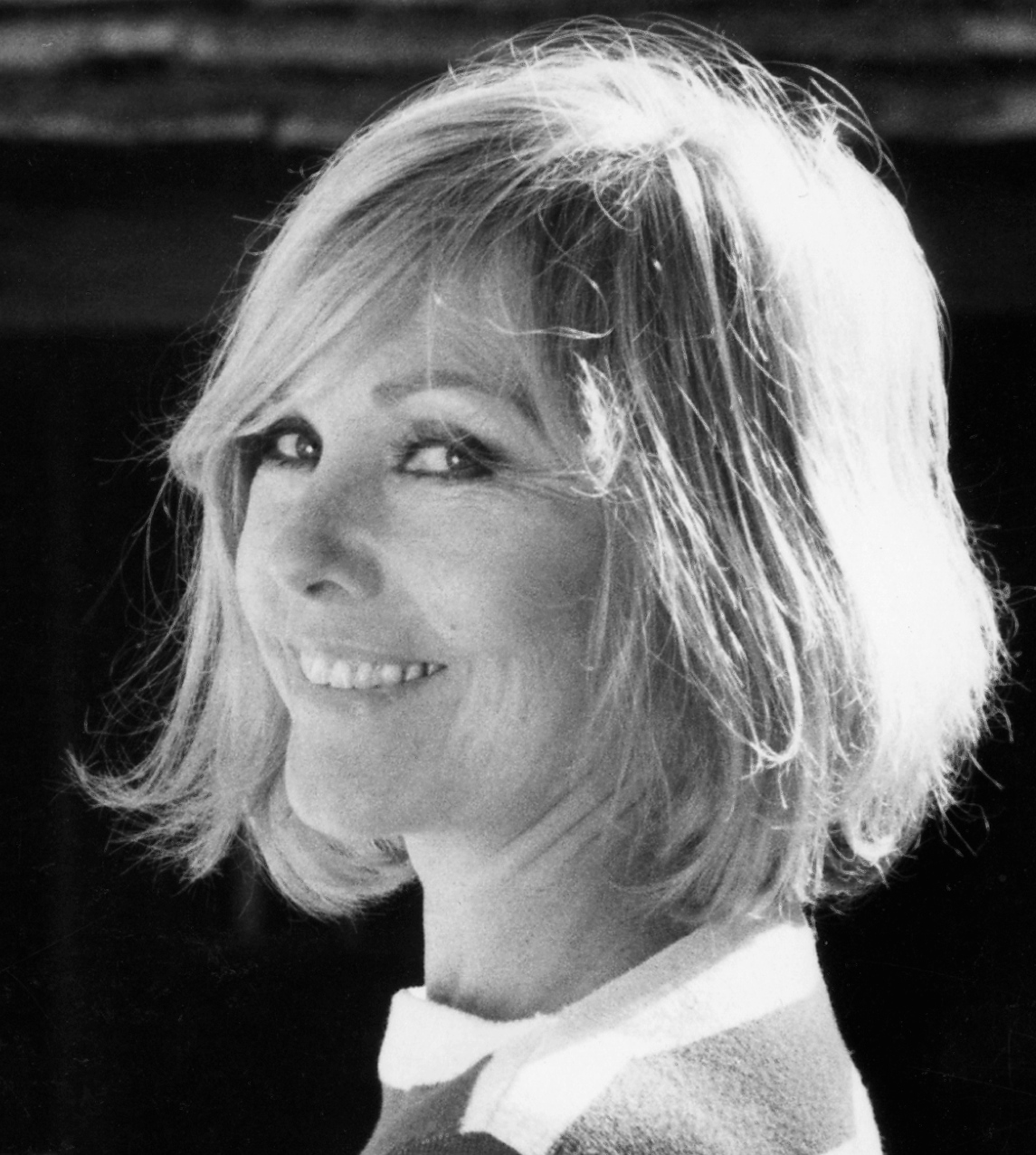

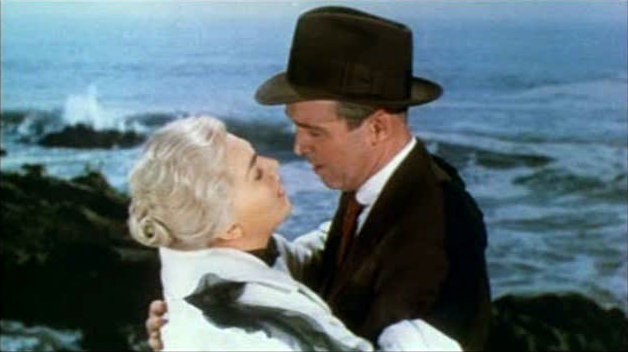
Kim Novak és James Stewart a Szédülés (1958) című filmben

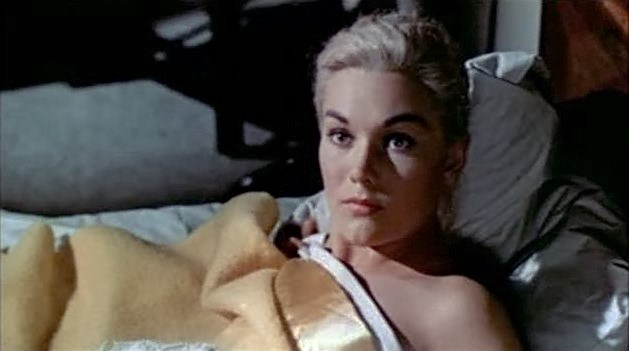
A Szédülés (1958) című filmben

| Év   | Magyar cím                  | Eredeti cím                             | Szerep                                   | Magyar hang          | Rendező           |
| ---- | --------------------------- | --------------------------------------- | ---------------------------------------- | -------------------- | ----------------- |
| 1953 |                             | The French Line                         | modell                                   |                      | Lloyd Bacon       |
| 1954 |                             | Pushover                                | Lona McLane                              |                      | Richard Quine     |
| 1954 | A válás                     | Phffft                                  | Janis                                    | Esztergályos Cecília | Mark Robson       |
| 1955 |                             | Son of Sinbad                           | hárem hölgy                              |                      | Ted Tetzlaff      |
| 1955 |                             | 5 Against the House                     | Kay Greylek                              |                      | Phil Karlson      |
| 1955 | Piknik                      | Picnic                                  | Marjorie "Madge" Owens                   |                      | Joshua Logan      |
| 1955 | Az aranykezű ember          | The Man with the Golden Arm             | Molly Novotny                            | Andresz Kati         | Otto Preminger    |
| 1955 | Az aranykezű ember          | The Man with the Golden Arm             | Molly Novotny                            | Antal Olga           | Otto Preminger    |
| 1956 | Eddy Duchin élete           | The Eddy Duchin Story                   | Marjorie Oelrichs                        |                      | George Sidney     |
| 1957 | Jeanne Eagels               | Jeanne Eagels                           | Jeanne Eagels                            | Földi Teri           | George Sidney (2) |
| 1957 | Fickós Joey                 | Pal Joey                                | Linda English                            |                      | George Sidney (3) |
| 1958 | Szédülés                    | Vertigo                                 | Judy Barton / Madeleine Elster           | Fehér Anna           | Alfred Hitchcock  |
| 1958 | Szédülés                    | Vertigo                                 | Judy Barton / Madeleine Elster           | Tóth Ildikó          | Alfred Hitchcock  |
| 1958 | Harang, biblia és gyertya   | Bell, Book and Candle                   | Gillian "Gil" Holroyd                    | Dallos Szilvia       | Richard Quine (2) |
| 1959 | Az éj sötétje               | Middle of the Night                     | Betty Preisser                           |                      | Delbert Mann      |
| 1960 |                             | Strangers When We Meet                  | Margaret "Maggie" Gault                  |                      | Richard Quine (3) |
| 1960 |                             | Pepe                                    | önmaga                                   |                      | George Sidney (4) |
| 1962 | A rosszhírű háziasszony     | The Notorious Landlady                  | Mrs. Carlyle "Carly" Hardwicke           | Piros Ildikó         | Richard Quine (4) |
| 1962 | A fiúk átmulatott éjszakája | Boys' Night Out                         | Cathy                                    |                      | Michael Gordon    |
| 1964 |                             | Of Human Bondage                        | Mildred Rogers                           |                      | Ken Hughes        |
| 1964 | Csókolj meg, tökfej!        | Kiss Me, Stupid                         | Polly                                    | Orosz Anna           | Billy Wilder      |
| 1965 |                             | The Amorous Adventures of Moll Flanders | Moll Flanders                            |                      | Terence Young     |
| 1968 | Lylah Clare legendája       | The Legend of Lylah Clare               | Lylah Clare/Elsa Brinkmann/Elsa Campbell |                      | Robert Aldrich    |
| 1969 | A nagy bankrablás           | The Great Bank Robbery                  | Lyda Kebanov nővér                       | Moór Marianna        | Hy Averback       |
| 1969 | A nagy bankrablás           | The Great Bank Robbery                  | Lyda Kebanov nővér                       | Prókai Annamária     | Hy Averback       |
| 1973 |                             | Tales That Witness Madness              | Auriol Pageant                           |                      | Freddie Francis   |
| 1973 |                             | The Third Girl from the Left            | Gloria Joyce                             |                      | Peter Medak       |
| 1975 |                             | Satan's Triangle                        | Eva                                      |                      | Sutton Roley      |
| 1977 | A fehér bölény              | The White Buffalo                       | Mrs. Poker Jenny Schermerhorn            | Kovács Nóra          | J. Lee Thompson   |
| 1979 | Csak egy dzsigoló           | Just a Gigolo                           | Helga von Kaiserling                     | Bencze Ilona         | David Hemmings    |
| 1980 | A kristálytükör meghasadt   | The Mirror Crack'd                      | Lola Brewster                            | Andai Györgyi        | Guy Hamilton      |
| 1980 | A kristálytükör meghasadt   | The Mirror Crack'd                      | Lola Brewster                            | Andresz Kati         | Guy Hamilton      |
| 1983 |                             | Malibu                                  | Billie Farnsworth                        |                      | E.W. Swackhamer   |
| 1990 | A gyerekek                  | The Children                            | Rose Sellars                             |                      | Tony Palmer       |
| 1991 | Szédítő végzet              | Liebestraum                             | Lillian Anderson Munnsen                 | Andai Györgyi        | Mike Figgis       |

## Díjai
- A Box Office Magazine tíz legjobb mozisztárjának járó díj (1956)
- a brüsszeli világkiállítás minden idők legkedveltebb színésznőinek járó díja (1958)
- Amerika kedvenc színésznője díj (1961)
- Berlini Tiszteletbeli Arany Medve (1997)

## További információ
- Kim Novak a PORT.hu-n (magyarul)
- Kim Novak az Internetes Szinkronadatbázisban (magyarul)
- Kim Novak az Internet Movie Database-ben (angolul)
- Kim Novak a Rotten Tomatoeson (angolul)